# Judas, o Galileu
Judas de Gamala, foi o líder da revolta judaica contra o censo romano, no ano 6 d.C.

## História
Quando a Judeia tornou-se uma província romana, o governador da Síria, Públio Sulpício Quirino - ao qual a nova província estava vinculada -, ordenou a execução de um censo, para fins de estabelecer a carga tributária que passaria a ser cobrada da população. A medida provocou uma forte reação popular, que logo se converteu em revolta armada.
Segundo Flávio Josefo, a reação armada começou entre os judeus da Galileia, liderada por Judas, natural da cidade de Gamala, que dirigiu um assalto à guarnição romana em Séforis (capital da Galiléia).
A revolta foi duramente reprimida pelos romanos e, embora Josefo não informe o destino de Judas, é provável que ele tenha morrido em combate ou aprisionado e executado.
Judas também é citado pelo rabino Gamaliel, membro do Sinédrio (Sanedrin), como exemplo de falso messias, segundo os Atos dos Apóstolos.
Em sua "Antiguidades Judaicas", Josefo atribui a Judas de Gamala e ao fariseu Zadoq, a fundação do movimento Zelota, que pregava a luta armada contra os opressores romanos.